# Koss
Koss är ett amerikanskt företag med säte i Milwaukee, Wisconsin, som huvudsakligen tillverkar hörlurar.
Företaget grundades 1953 av John C. Koss och började med att hyra ut TV-apparater till sjukhus. Koss tillverkade 1958 de första hörlurarna med stereoljud.
Bland de hörlurar Koss designat och tillverkat märks de klassiska Koss Porta Pro, som fått kultstatus bland audiofiler.

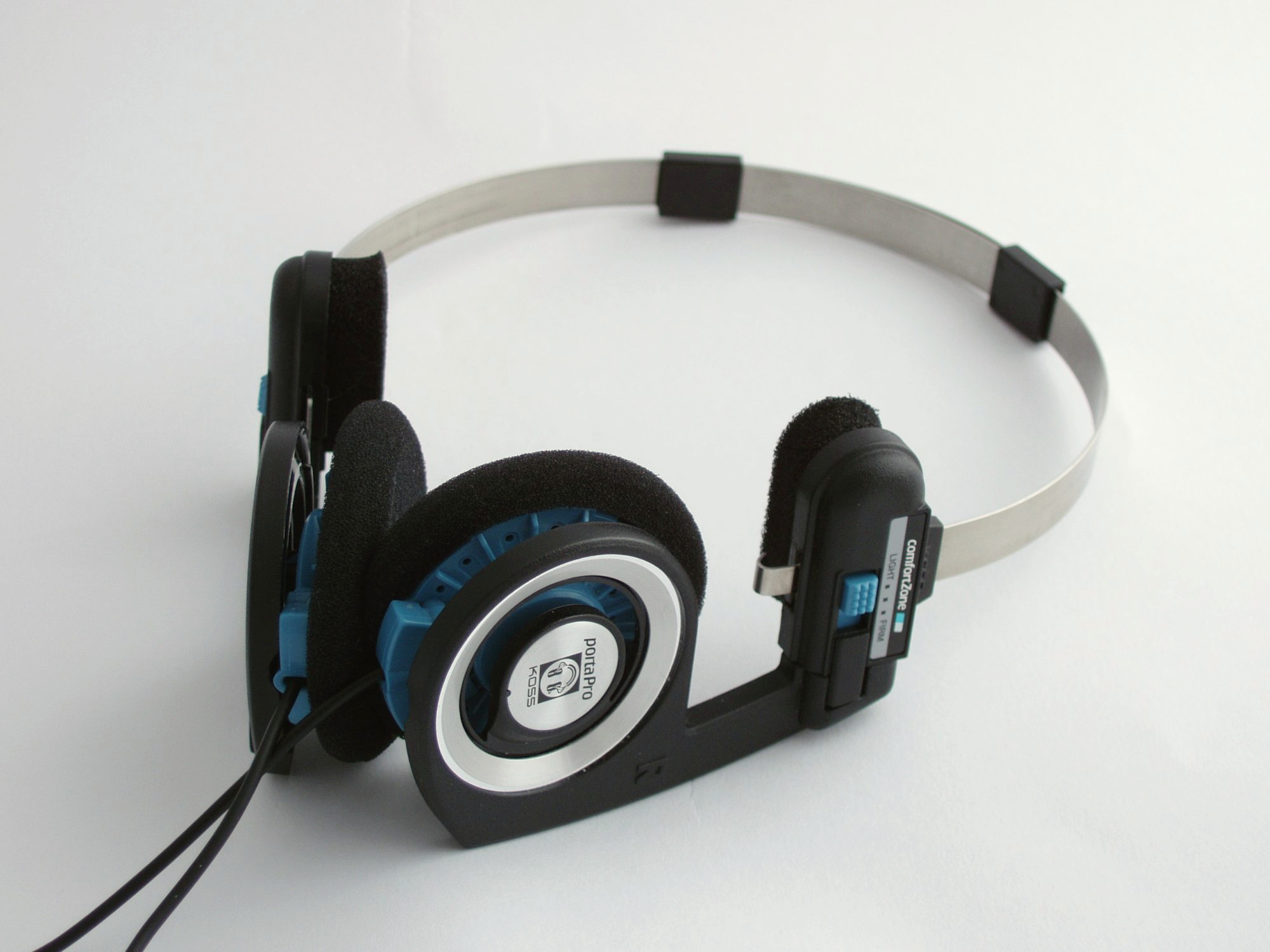
Koss Porta Pro